# Amariuch
Amariuch – album grupy Łoskot wydany w 1998 roku. Został obwołany drugim jazzowym albumem roku w ankiecie Jazz Forum, był też nominowany do nagrody Fryderyka 1998. Zdobył również "typ Machiny" i szereg innych pozytywnych recenzji.
We wkładce albumu zamieszczony jest cytat z Fredry: "Kot, kot pani Matko, kot, kot / Narobił mi w pokoiku łoskot".
Utwór "Brązowy medal" znalazł się także na składance Cały ten yass! dołączonej do pisma Jazz Forum w grudniu 1997.

## Spis utworów
1. "Złodzieje prądu" – 0:37
2. "Misiowiec" – 7:45
3. "Historia pary wodnej" – 2:35
4. "Brązowy medal" – 4:28
5. "Dobroć rąk" – 5:57
6. "Western morski" – 1:57
7. "Mechafogg" – 1:36
8. "Świat wg Mechafogga" – 7:02
9. "Misuicha jest Polakiem" – 2:55
10. "Amariuch" – 4:38
11. "Powrót sieroty" – 6:40
12. "Australopitek" – 0:59

## Twórcy
- Mikołaj Trzaska – saksofony, klarnet basowy
- Piotr Pawlak – gitary, loopy, głos
- Olo Walicki – gitara basowa, kontrabas
- Tomasz Gwinciński – perkusja, głos
- Szymon Rogiński – didgeridoo, piła, głos (5, 6, 12)
- Janusz Krasnopolski – programowanie perkusji (5, 10)

- aranżacje: Łoskot
- nagranie: Grzegorz Czachor, Polskie Radio Gdańsk
- zmiksował: Marcin Czyra, Tuba Records, Wrocław
- okładka: Dariusz Orwat